# 1316

## Události
- pozorování komety na severní obloze
- velký požár Starého Města
- počátek tzv. Velkého hladomoru způsobený velkými lijáky (ty začaly už o rok dříve – 1315), které zničily obilí na polích a pak krutá zima (nepřízeň počasí trvala až do léta r. 1318, vzpamatovávání potravinového zásobování až roku 1325), v Evropě zahynulo cca 10–25 % obyvatelstva hladem a lidé byli oslabeni před nastávajícími morovými epidemiemi.
- velké povodně v Praze i v Polabí

## Narození
- 2. března – Robert II., král skotský († 19. dubna 1390)
- 14. května – Karel IV., král český a římský a císař († 29. listopadu 1378)
- 15. srpna – Jan z Elthamu, hrabě z Cornwallu († 13. září 1336)
- 7. září – Semjon Hrdý, kníže moskevský a veliký kníže vladimirský († 27. dubna 1353)
- 15. listopadu – Jan I. zvaný Pohrobek, francouzský král († 20. listopadu 1316)
- Blanka z Valois, první manželka českého a římského krále Karla IV. († 1. srpna 1348)
- Magnus IV., král švédský, norský, finský, grónský a islandský († 1. prosince 1374)

## Úmrtí
- 5. ledna – Jan z Vartemberka, nejvyšší číšník Českého království a moravský zemský hejtman (* ?)
- 2. března – Marjorie Bruce, nejstarší dcera skotského krále Roberta I. Bruce (* prosinec 1296)
- 5. května – Alžběta Anglická, nejmladší dcera anglického krále Eduarda I. (* 7. srpna 1282)
- 5. června – Ludvík X. Francouzský, francouzský král (* 4. říjen 1289)
- 20. listopadu – Jan I. Francouzský, zvaný Pohrobek, francouzský král (* 15. listopadu 1316)
- 22. prosince – Aegidius Colonna, arcibiskup Bourges (* 1243)
- Kuo Šou-ťing, čínský astronom a matematik (* 1231)
- Pietro d'Abano, italský lékař, filozof a astrolog (* 1250)
- Štěpán Dragutin, srbský král (* ?)

## Hlavy států
Jižní Evropa
- Iberský poloostrov
  - Portugalské království – Dinis I. Hospodář
  - Kastilské království – Alfons XI. Spravedlivý
  - Aragonské království – Jakub II. Spravedlivý
- Itálie
  - Papežský stát – Jan XXII.
  - La serenissima – Giovanni Soranzo

Západní Evropa
- Francouzské království – Ludvík X. Hašteřivý – Jan I. Pohrobek – Filip V. Vysoký
- Anglické království – Eduard II.
- Skotské království – Robert I. Bruce

Severní Evropa
- Norské království – Haakon V. Magnusson
- Švédské království – Birger Magnusson
- Dánské království – Erik VI. Menved

Střední Evropa
- Svatá říše římská – Ludvík IV. Bavor x Fridrich Sličný
  - České království – Jan Lucemburský
  - Hrabství henegavské – Vilém III. z Avesnes
  - Hrabství holandské – Vilém III. z Avesnes
  - Arcibiskupství brémské – Jens Grand (Jan I.)
- Polské knížectví – Vladislav I. Lokýtek
- Uherské království – Karel I. Robert

Východní a jihovýchodní Evropa
- Litevské velkoknížectví – Vytenis – Gediminas
- Moskevská Rus – Jurij III. Daniilovič
- Bulharské carství – Teodor Svetoslav
- Byzantská říše – Andronikos II. Palaiologos

Blízký východ a severní Afrika
- Osmanská říše – Osman I.
- Kyperské království – Jindřich II. Kyperský
- Mamlúcký sultanát – Al-Málik An-Násir Muhammad ibn Kalaún

Afrika
- Habešské císařství – Amda Sion I.
- Říše Mali – Mansa Musa